# Callicrates (krater)
Callicrates är en nedslagskrater på planeten Merkurius. Callicrates är ungefär 68 kilometer i diameter.
1976 namngavs den efter den grekiske arkitekten Kallikrates.